# Lakuablía
Lakuablía (en árabe, الكوابلية al-Lakuābliyya; en francés, Lakouablia) es una localidad de la provincia de Yusufía, región de Marrakech-Safí en Marruecos.
- Datos: Q28222152